# Кошкина, Галина Ивановна
Гали́на Ива́новна Ко́шкина (14 июля 1933, Изаньга, Новоторъяльский район, Марийская автономная область — 20 марта 2011, Савино / Йошкар-Ола, Марий Эл) — марийский советский библиотечный деятель. Заведующая Йошкарпамашской, Большелумарьской, Большетанаковской сельскими библиотеками Новоторъяльского района Марийской АССР (1960—1985). Заслуженный работник культуры РСФСР (1986), заслуженный работник культуры Марийской АССР (1965). Член КПСС.

## Биография
Родилась 14 июля 1933 года в д. Изаньга ныне Новоторъяльского района Марий Эл. В 1954 году окончила Марийское культпросветучилище (ныне – Марийский республиканский колледж культуры и искусств имени И. С. Палантая).
Начала работать библиотекарем: с 1960 года — заведующая Йошкарпамашской, с 1969 года — Большелумарьской, в 1978—1985 годах — Большетанаковской сельскими библиотеками Новоторъяльского района Марийской АССР. Получила известность как активный пропагандист книги, инициатор новых форм привлечения читателей к чтению.
В 1965 году ей присвоено почётное звание «Заслуженный работник культуры Марийской АССР», в 1986 году — звание «Заслуженный работник культуры РСФСР». В 1976 году её труд был отмечен орденом «Знак Почёта».
Ушла из жизни 20 марта 2011 года в д. Савино (ныне — в составе г. Йошкар-Олы). 

## Звания и награды
- Заслуженный работник культуры РСФСР (1986)[3][4]
- Заслуженный работник культуры Марийской АССР (1965)[3][4]
- Орден «Знак Почёта» (1976)[3][4]
- Медаль «За доблестный труд в Великой Отечественной войне 1941—1945 гг.»
- Юбилейная медаль «За доблестный труд. В ознаменование 100-летия со дня рождения Владимира Ильича Ленина»